# Koedrovo
Koedrovo (Russisch: Кудрово) is een station van de metro van Sint-Petersburg, waarvan de constructie is begonnen in de jaren 80 van de 20ste eeuw. Door gebrek aan financiering is de bouw jarenlang stilgelegd. Tot op heden is er slechts een tunnel geboord van ongeveer 600 meter vanaf het station Oelitsa Dybenko.
Het ligt in de verwachting dat dit station rond 2025 open zal gaan.

(Gornyj Institoet) · 
(Teatralnaja) · 
Spasskaja   · 
Dostojevskaja  · 
Ligovski prospekt · 
Plosjtsjad Aleksandra Nevskogo 2  · 
Novotsjerkasskaja · 
Ladozjskaja  · 
Prospekt Bolsjevikov · 
Oelitsa Dybenko · 
(Koedrovo)